# Роландас Мурашка
Роландас Мурашка (нар. 13 березня 1973) — колишній литовський тенісист.
Найвищу одиночну позицію світового рейтингу — 575 місце досяг 13 серпня 2001, парну — 1100 місце — 10 липня 2006 року.
Здобув 5 одиночних та 1 парний титул.
Завершив кар'єру 2005 року.

## Фінали за кар'єру
| Легенда | Одиночний розряд | Парний розряд |
| ------- | ---------------- | ------------- |
| Ф'ючерс | 5–1              | 1–1           |

| Покриття | Одиночний розряд | Парний розряд |
| -------- | ---------------- | ------------- |
| Ґрунт    | 1–1              | 1–1           |
| Трава    | 4–0              | 0–0           |

### Одиночний розряд
| Результат | Дата           | Турнір         | Покриття | Суперник             | Рахунок       |
| --------- | -------------- | -------------- | -------- | -------------------- | ------------- |
| Перемога  | 20 серпня 2000 | Вільнюс, Литва | Трава    | Марко Ткалець        | 6–1, 6–4      |
| Перемога  | 5 серпня 2001  | Пярну, Естонія | Ґрунт    | Філіп Аніола         | 6–1, 6–5 ret. |
| Поразка   | 15 серпня 2004 | Вільнюс, Литва | Ґрунт    | Хав'єр Гарсія-Сінтес | 3–6, 6–3, 1–6 |

### Парний розряд
| Результат | Дата           | Турнір         | Покриття | Партнер              | Суперники                   | Рахунок       |
| --------- | -------------- | -------------- | -------- | -------------------- | --------------------------- | ------------- |
| Поразка   | 4 серпня 2002  | Пярну, Естонія | Ґрунт    | Данієл Ленціна-Рібес | Майт Кюннап Тапіо Нурмінен  | 1–6, 4–6      |
| Перемога  | 21 серпня 2005 | Вільнюс, Литва | Ґрунт    | Декел Валтзер        | Юган Брунстрем Лаурі Кійскі | 6–3, 2–6, 6–3 |